# Energia del moto ondoso
L'energia del moto ondoso è una fonte di energia che consiste nello sfruttamento dell'energia cinetica contenuta nel moto ondoso, da cui prende il nome. Viene classificata tra le cosiddette energie alternative e rinnovabili.
Lo sfruttamento dell'energia del moto ondoso è di recente sperimentazione in vari progetti europei di ricerca nel campo energetico; in particolare se il moto ondoso viene sfruttato per la produzione di energia elettrica, il sistema è denominato cimoelettrico.

## Tipologia degli impianti cimoelettrici
Vi sono varie tecniche di sfruttamento del moto ondoso e la trasformazione dell'energia delle onde in energia elettrica è oggetto di vari studi e realizzazioni, basati su vari principi fisici:

### Salto idrico
Attraverso il passaggio delle onde in un canale di larghezza progressivamente decrescente, come avviene ad esempio in un'insenatura tra le rocce, o mediante particolari rampe le onde raggiungono altezze superiori ed è quindi possibile riempire un bacino a quota superiore rispetto al livello del mare. Il principio è detto anche concentrazione o focalizzazione delle onde. Il deflusso continuo dell'acqua raccolta, tramite opportune opere civili, e il passaggio attraverso turbine idrauliche simili a quelle usate per gli impianti idroelettrici con salti idrici contenuti permette la generazione di energia elettrica. Un prototipo precompetitivo ha potenza di 4-7 MW, ingombro orizzontale nell'ordine dei 200-300 metri, comprensivi del bacino, dello “scivolo” e delle paratie laterali per il convogliamento dell'acqua in arrivo.

### Generatore a colonna d'acqua oscillante
Il tipo di impianto più diffuso è quello a colonna d'acqua oscillante. L'impianto raccoglie l'acqua che entra grazie al moto ondoso all'interno di una struttura cava, in genere una colonna in calcestruzzo, ma l'impianto si presta ad essere adattato a varie forme anche sfruttando la naturale conformazione delle coste rocciose. Il movimento delle onde che alzano e abbassano il livello dell'acqua nella struttura mette in moto la colonna d'aria che sta sopra la superficie dell'acqua. L'aria, uscendo e rientrando così dall'apertura superiore della colonna, mette in moto una turbina. Per non perdere molta energia con la continua inversione del verso del movimento dell'aria che esce e entra continuamente si usano turbine Wells, in grado di ruotare sempre nello stesso senso qualunque sia il verso del fluido che le alimenta.

### Sistemi ad ondata
I sistemi ad ondata sono concettualmente simili: una sacca d'aria flessibile, ancorata ad esempio a una boa, quando è investita dalle onde si gonfia e sgonfia; l'aria entra ed esce dalla sacca, attraverso un'apertura superiore nella quale è installato il turbogeneratore.

### Sistemi basati sull'ampiezza dell'onda
Il movimento delle onde può azionare dei motori idraulici da accoppiare a un generatore elettrico. Uno studio recente fornisce un esempio del meccanismo: una struttura galleggiante semisommersa, costituita da vari elementi lunghi collegati in serie con appositi snodi (si immagini un convoglio ferroviario, come forma e dimensioni) viene mossa dalle onde variando l'inclinazione relativa dei vari elementi. Appositi pistoni idraulici posti in corrispondenza dei giunti mettono in moto un fluido, in pressione in un circuito interno, che aziona il motore idraulico, posto all'interno di uno degli elementi. Sono attualmente in fase di installazione impianti con potenza di 750 kW e 2 MW e si stima che la taglia di un impianto “full scale” da commercializzare sia di circa 30 MW.

### Sistemi basati sul principio di Archimede
Una struttura sommersa ancorata al fondo marino e dotata di camera d'aria è soggetta a cicli di compressione-decompressione dovuti alla variazione, originata dalle onde, della colonna d'acqua soprastante. Al largo delle coste del Portogallo è stato testato con esito positivo un impianto pilota con potenze di picco di 1500 kW. La forma dell'apparato è quella di un grosso cilindro avente la base ancorata al fondo e un “cappello” mobile in senso verticale; per la conversione dell'energia meccanica in elettrica è stato sviluppato un apposito generatore lineare in grado di semplificare e ridurre al minimo i componenti del sistema. Si prevede che l'impianto commerciale, di potenza 2 MW, avrà altezza 30 metri e diametro 10 metri; per quanto concerne il sito di installazione le caratteristiche tipiche sono con fondali di 80–90 m di profondità, con onde di ampiezza 5 m.
Sistemi simili possono essere costituiti da un galleggiante ancorato al fondo tramite un sistema in grado di trasferire l'energia meccanica del moto relativo tra il fondo e la “boa”, tramite appositi meccanismi, a un generatore. L'azionamento di un generatore per opera di un elemento galleggiante è possibile anche con dispositivi oscillanti, tipo paratoie sbattute dalle onde. Una problematica comune di questi sistemi è la bassa frequenza del moto ondoso, mentre per l'azionamento dei generatori elettrici sono preferibili alte velocità.

### Generatore Pelamis
Un altro esempio noto è quello dei generatori mareomotrici  "Pelamis", sperimentati in Portogallo, costituiti da strutture tubolari galleggianti ancorati al fondo marino. All'interno di queste strutture vi sono delle turbine messe in moto da liquido ad alta pressione che viene pompato da pistoni idraulici grazie al movimento relativo dei i vari scompartimenti galleggianti. Questi generatori generano energia con costanza, ma hanno un ingombro non indifferente.

### Sistema Iswec
Nel 2023 Eni ha installato a Pantelleria il primo impianto italiano offshore in grado di produrre energia dal moto ondoso. Realizzato a 800 metri dalla costa, può raggiungere i 260 chilowatt di picco. È costituito da uno scafo galleggiante sigillato, all'interno del quale sono presenti due sistemi giroscopici che rimettono in movimento dei generatori elettrici sfruttando il fenomeno della precessione giroscopica.